# Браян Родрігес Браво
Браян Родрігес Браво (ісп. Brian Rodríguez Bravo, нар. 20 травня 2000, Транкуерас) — уругвайський футболіст, нападник мексиканського клубу «Америка» та національної збірної Уругваю. Відомий за виступами також у складах клубів «Пеньяроль» та «Лос-Анджелес». Чемпіон Уругваю. Чемпіон Мексики, володар кубків Чемпіон чемпіонів і Campeones Cup, переможець Supporters' Shield.

## Клубна кар'єра
Браян Родрігес Браво народився 2000 року в місті Транкуерас, та є вихованцем футбольної школи клубу «Пеньяроль». Дорослу футбольну кар'єру розпочав 2018 року в основній команді того ж клубу, в якій грав до 2019 року, взявши участь у 18 матчах чемпіонату, та став у 2018 році чемпіоном Уругваю.
У 2019 році Браян Родрігес пеейшов до клубу МЛС «Лос-Анджелес», у складі якого цього ж року став переможцем Supporters' Shield. У 2021 році нетривалий час грав на правах оренди у складі іспанської команди «Альмерія», після чого повернувя до клубу «Лос-Анджелес», де грав до 2022 року.
У 2022 році уругвайський футболіст перейшов до мексиканського клубу «Америка». У складі команди двічі став чемпіоном Мексики, а також володарем кубків Чемпіон чемпіонів і Campeones Cup. Станом на 7 жовтня 2024 року відіграв за команду з Мехіко 60 матчів в національному чемпіонаті.

## Виступи за збірні
2016 року Браян Родрігес Браво дебютував у складі юнацької збірної Уругваю, загалом на юнацькому рівні взяв участь у 3 іграх. Протягом 2018—2019 років залучався до складу молодіжної збірної Уругваю. На молодіжному рівні зіграв у 19 офіційних матчах, забив 6 голів.
У 2019 році Браян Родрігес Браво дебютував в у складі національної збірної Уругваю. У складі збірної був учасником розіграшу Кубка Америки 2021 року у Бразилії, розіграшу Кубка Америки 2024 року у США, на якому команда здобула бронзові нагороди. Станом на початок жовтня 2024 року провів у складі національної збірної 26 матчів, у яких відзначився 4 забитими м'ячами.

## Титули і досягнення
- Чемпіон Уругваю (1):

«Пеньяроль»: 2018
- Переможець Supporters' Shield (1):

«Лос-Анджелес»: 2019

- Чемпіон Мексики (1):

«Америка»: 2023 (Апертура), 2024 Клаусура
- Чемпіон чемпіонів (1):

«Америка»: 2024
- Campeones Cup:

«Америка»: 2024